# Gesellschaftsgeschichte
Gesellschaftsgeschichte bezeichnet das Programm einer „historischen Sozialwissenschaft“, die Geschichte von Gesamtgesellschaften zu betrachten. Nachdem jahrzehntelang die Geschichtswissenschaft sich in immer mehr Spezialgebiete aufgelöst hatte: Wirtschafts-, Sozial-, Politik- und Ideen- bzw. Kulturgeschichte, entstand in Gegenbewegung dazu die Forderung, diese Teilanalysen von Wirtschaft, politischer Herrschaft und Kultur in einer gesellschaftlichen Gesamtbetrachtung zu integrieren.
Aus der französischen Geschichtswissenschaft liegen bereits Arbeiten aus der Schule der Annales (Fernand Braudel und andere) für bestimmte Regionen vor; aus der britischen sind die universalhistorischen Darstellungen von Eric Hobsbawm vergleichbar. 
In Deutschland gilt Hans-Ulrich Wehler als ein Hauptvertreter dieses Forschungsprogramms. Von ihm liegen inzwischen alle fünf Bände seiner Deutschen Gesellschaftsgeschichte vor. Diese beschreiben die Entwicklung Deutschlands vom Feudalismus des alten Reiches (etwa ab 1700) bis zum Ende der Deutschen Teilung 1990. Die Bände folgen dabei einem einheitlichen Schema. Nach einem Überblick über Demographie und Bevölkerungsentwicklung folgt die Analyse von Wirtschaft, den Strukturen der sozialen Ungleichheit, den Strukturen und Entwicklungen der politischen Herrschaft und der Kultur. 
Wolfgang Schluchter hatte Max Webers Projekt einer „problemabhängigen Analyse der Abfolge von Strukturprinzipien ohne universalgeschichtlichen Anspruch“ zunächst auch „Gesellschaftsgeschichte“ genannt. Schluchter zog diese Bezeichnung aber bei einer Neuauflage einige Jahre später zurück, weil bei Weber an Stelle des Begriffs der Gesellschaft der Begriff der Ordnung stehe. Bei der Gesellschaftsgeschichte stehen Wirtschaft, politische Herrschaft, Kultur und Ungleichheit im Mittelpunkt des Interesses; bei Weber aber seien Wirtschaft und politische Herrschaft Teilordnungen, die Ungleichheit produzieren und reproduzieren sowie kulturell unterbaut werden müssen. Handlung, Ordnung und Kultur rekonstruiere Weber als Handlungsorientierung, Handlungskoordination und Sinnzusammenhang in den unterschiedlichen Lebensbereichen.

## Einzelbelege
1. ↑  Hans-Ulrich Wehler: Geschichte als historische Sozialwissenschaft. Frankfurt/Main 1974.
2. ↑  Wolfgang Schluchter: Die Entwicklung des okzidentalen Rationalismus. Eine Analyse von Max Webers Gesellschaftsgeschichte. J.C.B. Mohr (Paul Siebeck): Tübingen 1979. ISBN 3-16-541532-3. S. 13
3. ↑  Wolfgang Schluchter: Vorwort zur Taschenbuchausgabe. In: ders.: Die Entstehung des modernen Rationalismus. Eine Analyse von Max Webers Entwicklungsgeschichte des Okzidents. 1. Aufl. Frankfurt am Main 1988. ISBN 3-518-28947-0. S. 16f.